# Княгиничев, Эдуард Павлович
Эдуард Павлович Княгиничев (1929—2000) — лётчик-испытатель, Герой Советского Союза (1974).

## Биография

### Ранние годы
Эдуард Княгиничев родился 29 ноября 1929 года в городе Балахна (ныне — Нижегородская область). С 1932 года жил в Казани, с 1937 года — в посёлке Стаханово (ныне — город Жуковский Московской области). В 1949 году окончил Горьковскую специальную школу ВВС. В августе того же года он был призван на службу в Советскую Армию.

### Военная служба
В 1952 году он окончил Омское военное авиационное училище лётчиков, в 1953 году — Высшую офицерскую авиационно-инструкторскую школу ВВС в Грозном.
C 1957 по 1959 годы — на лётно-инструктурской работе в Камышинском военном авиационном училище лётчиков. В 1959 году был уволен в запас.

### Работа в авиационной промышленности
В 1960 году Княгиничев окончил Школу лётчиков-испытателей, после чего до 1993 года работал лётчиком-испытателем в Лётно-исследовательском институте.
В период 1966—1972 годы в качестве ведущего лётчика-испытателя под научным руководством В. С. Грачёва провел лётные исследования аэродинамики нескольких вариантов крыла с острой передней кромкой (ОПК) на экспериментальном самолёте 100Л-1, который был создан совместно ЛИИ и ОКБ им. П. О. Сухого на базе самолёта Су-9. Было показано, что применение ОПК увеличивает подъемную силу крыла, ослабляет тенденцию к сваливанию, практически устраняет аэродинамическую тряску. Результаты работы впоследствии были использованы при модификации самолёта МиГ-21, создании дальнего ракетоносца Т-4, сверхзвукового пассажирского самолета Ту-144. В работе также принимали активное участие ведцщий инженер по лётным испытаниям А. Б. Аносович и Л. Н. Осипова.
В 1967 году без отрыва от работы окончил вечернее отделение МАИ. В 1973—1977 годах руководил лётно-испытательным комплексом ЛИИ. Провёл испытания самолётов Миг-21, МиГ-23, Су-7, Су-9, Су-11, Ту-22М, Ту-22Р, а также лётные исследования на летающих лабораториях Су-9ЛЛ, Як-42, Ту-154М, Ил-76ЛЛ. В 1981 году с участием Княгиничева в качестве второго пилота самолёта Як-42 был установлен мировой авиационный рекорд грузоподъёмности для данной категории самолётов.
После ухода с лётной работы работал директором авиакомпании «Меридиан».

### Смерть
Эдуард Павлович жил в г. Жуковском. Он умер 9 декабря 2000 года, похоронен на Быковском мемориальном кладбище.

## Награды и звания
- Герой Советского Союза — за «мужество и героизм, проявленные при испытании новой авиационной техники» (указ Президиума Верховного Совета СССР от 11 октября 1974 года, медаль «Золотая Звезда» за № 11257[2].
- Заслуженный лётчик-испытатель СССР
- Награждён двумя орденами Ленина, орденом Красной Звезды и рядом медалей[2].